# Association pour faciliter l'insertion professionnelle des jeunes diplômés
L'AFIJ (Association pour Faciliter l'Insertion professionnelle des Jeunes diplômés) était une association loi de 1901, créée par la FAGE, l'UNI et l'USEM qui avait pour but de « faciliter et d’améliorer l’insertion professionnelle des étudiants et des jeunes issus de l’enseignement supérieur, diplômés ou non ». L'AFIJ a été dissoute en novembre 2013 à la suite d'une mauvaise gestion financière et politique de l'association.

## Historique

### Création
Administrée par les mutuelles étudiantes ainsi que par quatre organisations représentatives étudiantes (FAGE, MET/UNI, PDE, UNEF), l'AFIJ est née en 1994 avec pour objectif de faciliter et d'améliorer l'insertion professionnelle des étudiants et des jeunes issus de l'enseignement supérieur, diplômés ou non. 
En 1995, l'AFIJ fait l'objet d'une première convention avec le Ministère de l'Éducation Nationale dans le cadre de la mesure 17 du plan en faveur des jeunes puis de deux conventions nationales générales (1996) avec les ministères chargés de l'emploi et de l'enseignement supérieur.  
L'association s'implante alors sur 8 sites expérimentaux (Aix en Provence, Grenoble, Lyon, Montpellier, Paris, Strasbourg, Tours et Toulouse) où elle propose des salles de documentation emploi, des modules de formation aux stratégies de recherche d'emploi et assure la collecte et la diffusion d'offres d'emploi pour débutants. Au second semestre 1995, l'association compte 33 salariés et organise à Paris un colloque sur l'emploi des jeunes dont le discours de clôture est assuré par Jacques Barrot, alors Ministre du travail.  
En 2001, l'Etat sauve l'association de la faillite en lui versant une subvention de 6,5 millions de francs.  

### Dissolution
En novembre 2012, l'AFIJ indique qu'elle se trouve dans une situation financière tendue. À la suite de cette révélation, le gouvernement mandate l'IGAS, l'IGF et l'IGAENR afin d'établir un rapport sur la gouvernance et l'activité de l'association.
Ce rapport, publié en mars 2013, estime que les missions de l'AFIJ ont été progressivement marginalisées du fait du développement d'autres structures (Missions Locales, APEC, BAIP...). Il affirme que l'association est « couteuse » pour les pouvoirs publics et qu'elle n'a « pas d'impact significatif sur l'insertion professionnelle des jeunes ». 
La gestion interne de l'organisation est également épinglée, le rapport estimant que « la formalisation, le reporting, le contrôle et l'évaluation des actions de l'Afij sont peu performants et insuffisants », que sa gestion des ressources humaines est « quasi absente » et qu'elle souffre d'un « manque de transparence vis-à-vis des financeurs publics ».
Dans ce contexte, le rapport invite les pouvoirs publics à ne pas renouveler son soutien financier à l’association, ce qui se traduirait par la dissolution de l'association et le transfert de ses salariés à des structures proches (notamment les Missions Locales).
Malgré une subvention exceptionnelle de 500 000 euros du ministère de l'Emploi (deux fois plus que d'ordinaire) en janvier 2013, s'ajoutant aux 500 000 euros de subventions habituelles du ministère de l'Enseignement supérieur et 80 000 euros du ministère de la Ville, l'AFIJ est dissoute en novembre 2013.

## Actions et services
L'AFIJ se présentait comme un intermédiaire entre les jeunes et les recruteurs. Dans ce cadre, l'association proposait sur son site web plus des offres d'emploi, de stage ou de contrat d’alternance ainsi qu'un annuaire classé des pages de recrutement des entreprises, des rubriques d’information thématiques sur les différents secteurs de l’emploi (associatif, international, handicap, création, etc.) ou encore un agenda des manifestations emploi au niveau national. En parallèle,  l’AFIJ se donnait pour but de sensibiliser les recruteurs à l’embauche de jeunes débutants issus de l’enseignement supérieur. 
L'AFIJ était implantée, en 2012, dans 36 villes universitaires en France. Cette même année, les actions d'accompagnement dans l'emploi réalisées par l'AFIJ avaient touché environ 5000 jeunes. 
Elle bénéficiait, jusqu'à sa dissolution, de divers financements publics, notamment du Ministère de l'Enseignement supérieur et de la Recherche, le Ministère de l'Économie, des Finances et de l'Industrie, de collectivités territoriales ou encore des services déconcentrés de l’État comme l’ACSE, Pôle emploi ou l’AGEFIPH. Elle bénéficiait également parfois de subventions issues de la réserve parlementaire de certains députés.

## Organisation

### Conseil d'administration
Le conseil d’administration était composé de représentants des mutuelles étudiantes (FEDEME, USEM et LMDE) et de représentants d'organisations étudiantes nationales représentatives (UNEF, PDE, FAGE, UNI). 

### Bureau
Le bureau était composé de 7 personnes nommées parmi les membres du Conseil d’administration, 3 pour les mutuelles étudiantes et 4 pour les organisations étudiantes nationales représentatives. 

### Présidence
Au moment de sa dissolution, la présidence de l'AFIJ était assurée par un représentant des mutuelles étudiantes ou des organisations étudiantes nationales représentatives. Clément Boudin (LMDE) occupait ce poste depuis 2009. Stéphane Boucard (USEM) en était le premier vice-président depuis la même date (après en avoir été président entre 2003 et 2009). Le directeur général était Daniel Lamar.  